# Кузедеєво
Кузеде́єво (рос. Кузедеево) — селище у складі Новокузнецького району Кемеровської області, Росія. Адміністративний центр Кузедеєвського сільського поселення.
В минулому центр Гірсько-Шорського національного району та Кузедеєвського району.

## Населення
Населення — 3609 осіб (2010; 3536 у 2002).